# ターイフ条約
ターイフ条約（ターイフじょうやく）とは、サウジアラビアとイエメン（北イエメン、南イエメン時代も含む）間で結ばれていた国境線に関する二国間条約。

## 条約締結 まで
1932年、アラビア半島の大部分を版図に収めたサウード家は、サウジアラビアを成立させた。サウード家は、余勢をかってイエメン王国（当時）へ攻め込んだものの膠着状態となり（サウジ・イエメン戦争）、1934年に国境線の画定を先送りにして停戦を図った。この際にサウジアラビア西部のターイフで結ばれた条約がターイフ条約である。条約は20年おきに更新を定めることとされており、1954年、1974年と更新が続けられた。
この条約により、20世紀中に出版された世界地図の多くには、サウジアラビアとイエメンの国境線は描かれていないものが多い。

## 条約の失効
3回目の更新期限は1994年に迎えることとなったが、1993年から発生したイエメン内戦には、サウジアラビアが反政府勢力側に関与していたことから両国間の関係は悪化、条約の更新どころか1994年末には一時的に交戦状態となる中で条約は失効した。
1995年2月には両者の停戦が図られ、この際に国境問題の解消に向けた覚書が結ばれた。

## 国境線の画定
国境付近には未開発の油田地帯が存在しているとされ、両国間の思惑も踏まえて断続的に国境線の画定は進められた。2000年6月12日、イエメンのサーレハ大統領はサウジアラビアを訪問。両国間の陸上・海上国境画定にかかる条約に署名を行い、ターイフ条約は正式に過去のものとなった。